# Región de Otjozondjupa

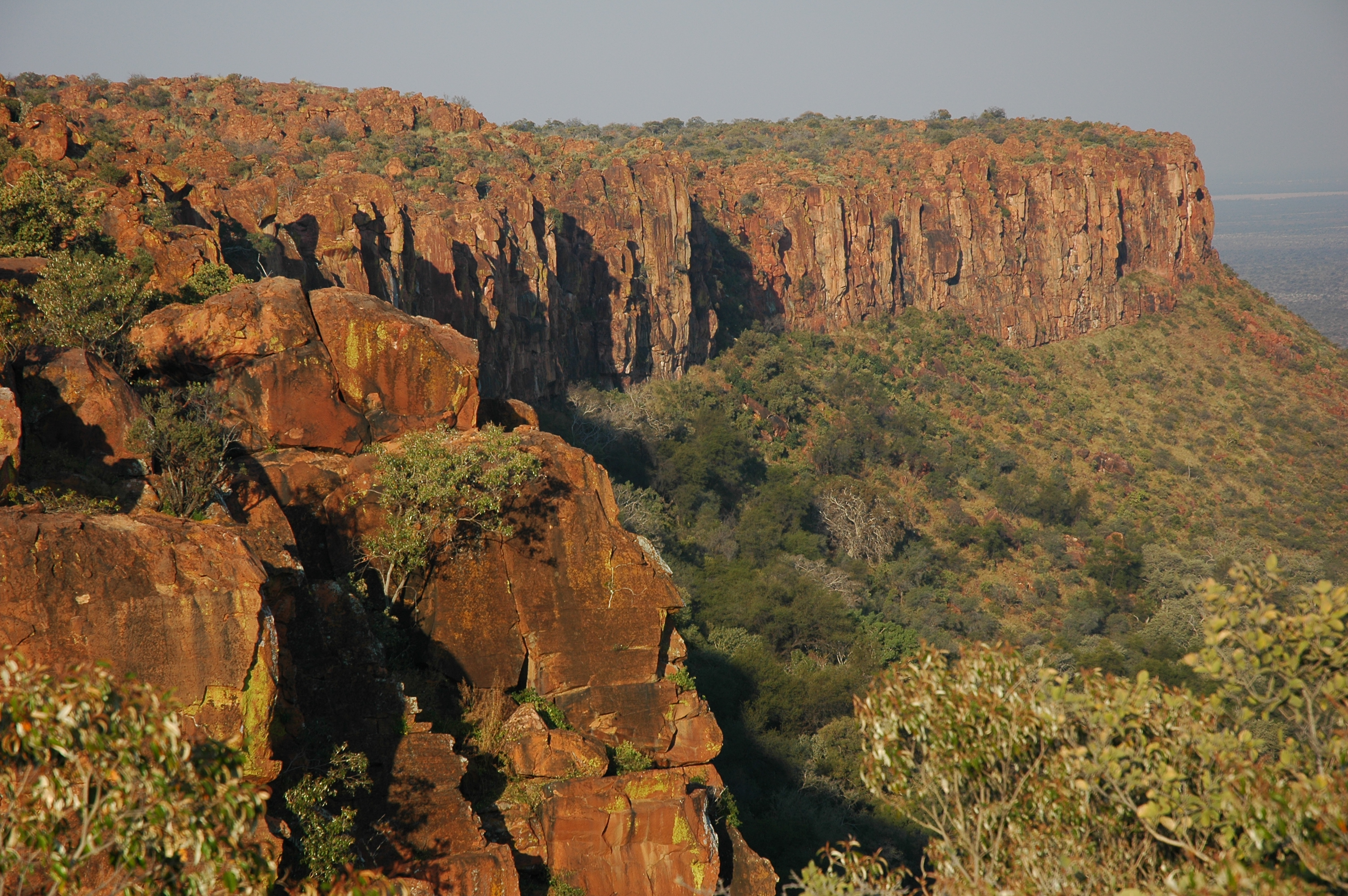
Parque nacional de Waterberg

Otjozondjupa es una de las catorce regiones de Namibia. Un hito excepcional dentro de esta región es el parque nacional de Waterberg.

## Descripción
Grootfontein, Otavi, Otjiwarongo, y Okahandja están unidas por ferrocarril y por la ruta troncal principal que se dirige del sur al norte. Los sistemas de comunicación entre estas zonas son también de alto estándar.
Las actividades agrícola-ganaderas de Okahandja y Otjiwarongo son homogéneas, siendo estas zonas conocidas por su ganado. Otavi y los distritos Grootfontein, y en menor grado también Otjiwarongo, son el granero de Namibia. La región también tiene un gran potencial para establecer industrias relacionadas con tales actividades agrícola-ganaderas y subproductos de ellas. Adicionalmente tiene la ventaja de combinar la agricultura comunal y comercial en la misma región.
En el este, Otjozondjupa limita con el Distrito Noroeste de Botsuana. En el país, limita con las siguientes regiones:
- Omaheke - sureste
- Khomas - sur
- Erongo - suroeste
- Kunene - noroeste
- Oshikoto - norte
- Kavango del Oeste - noreste
- Kavango del Este - noreste

Otjozondjupa limita con más regiones que ninguna otra región de Namibia.

## Distritos electorales
La región comprende siete Distritos electorales: 
- Grootfontein
- Okahandja
- Okakarara
- Omatako
- Otavi
- Otjiwarongo
- Tsumkwe

- Datos: Q876506
- Multimedia: Otjozondjupa / Q876506